# Брюс Веллс
Брюс Альберт Веллс (англ. Bruce Albert Wells; 7 липня 1933 — 14 листопада 2009) — англійський боксер-любитель, що виступав у першій середній вазі. Чемпіон Європи з боксу (1953).

## Життєпис
Народився в районі Гарлсден лондонського боро Брент.
Першим значним досягненням стала перемога в юнацькій першості Британської любительської боксерської асоціації 1949 року, де він переміг майбутнього британського чемпіона у надважкій вазі Джо Ерскіна.
Двічі, у 1953 та 1954 роках, вигравав чемпіонський титул Британської любительської боксерської асоціації.
На Іграх Британської імперії та Співдружності 1954 року у Ванкувері (Канада) виборов бронзову медаль.
На чемпіонаті Європи з боксу 1953 року у Варшаві (Польща) у півфіналі переміг поляка Збігнева Петшиковського, а у фіналі — німця Макса Реша і виборов золоту медаль.
У 1957 році завершив боксерську кар'єру.
Помер від раку кісток.